# Aristias expers
Aristias expers is een vlokreeftensoort uit de familie van de Aristiidae. De wetenschappelijke naam van de soort werd voor het eerst geldig gepubliceerd in 1967 door Jerry Laurens Barnard.